# Sobrerol
Sobrerol là một thuốc tiêu nhầy.

## Lịch sử
Sobrerol được Ascanio Sobrero phát hiện là một sản phẩm oxy hóa của terpen. Sau đó, các phản ứng oxy hóa và khử của chene pinene cũng dẫn đến một số đồng phân có thể có của carvone (cyclohexyl ketone bị mất nước ở isopropyl) và sobrerol, giúp xác định cơ chế phản ứng và tính chất cấu trúc của pinene và các terpen khác.